# Pýrgos (Élide)
Pour les articles homonymes, voir Pyrgos.
Pýrgos (grec moderne : Πύργος, signifiant « tour ») est un dème (municipalité ou arrondissement) du district régional d'Élide, à l'ouest de la péninsule du Péloponnèse.

## Localités
La municipalité de Pýrgos a été formée en 2011, à la suite du programme Kallikratis, et regroupe les anciennes municipalités suivantes :
- Iárdanos
- Oléni
- Pýrgos
- Volakas

## Démographie
| Année | Population | Population   |
| Année | commune    | municipalité |
| ----- | ---------- | ------------ |
| 1981  | 21 958     |              |
| 1991  | 28 465     |              |
| 2001  | 23 791     | 51 777       |

## Transports
La ville de Pýrgos est une plaque tournante ferroviaire et relient respectivement : Patras, Katakolo et Olympie.

## Personnalités notables
- Andréas Avgerinós (en) (1820–1895), homme politique
- Pétros Avgerinós (en) (XIXe siècle), homme politique, maire de Pýrgos
- Nákis Avgerinós (en)(1911–2002), homme politique
- Yórgos Karagoúnis (1977-), footballeur
- Kóstas Kazákos (1935-), acteur et homme politique
- Yórgys Pavlópoulos (en) (1924-), poète
- Tákis Sinópoulos (en) (1917–1981), poète
- Stéfanos Stefanópoulos (1898–1982), homme politique et 165e Premier ministre grec.